# Gymnapogon
A Gymnapogon a sugarasúszójú halak (Actinopterygii) osztályához a sügéralakúak (Perciformes) rendjéhez, ezen belül a kardinálishal-félék (Apogonidae) családjához tartozó nem.

## Rendszerezés
A nembe az alábbi 8 faj tartozik:
- Gymnapogon africanus Smith, 1954
- Gymnapogon annona (Whitley, 1936)
- Gymnapogon foraminosus (Tanaka, 1915)
- Gymnapogon japonicus Regan, 1905
- Gymnapogon melanogaster Gon & Golani, 2002
- Gymnapogon philippinus (Herre, 1939)
- Gymnapogon urospilotus Lachner, 1953
- Gymnapogon vanderbilti (Fowler, 1938)